# Мальцев, Дмитрий Владимирович
Дмитрий Владимирович Мальцев (род. 10 апреля 1990 года) — российский пловец в ластах.

## Карьера
Воспитанник бийского спорта. Тренируется в ДЮСШ «Дельфин», тренер — Олег Гудз. В 2011 году победитель кубка Мира в Венгрии г. Хайдузобосло дистанция 1500 м, призёр кубка Мира в Испании г. Пальма дистанция 800 м,1500 м. В 2011 году он был включён в состав сборной России для участия в чемпионате мира, но незадолго до поездки в Венгрию получил травму.
Призёр чемпионата Европы 2012 года. По итогам чемпионата присвоено звание мастер спорта международного класса